# Ulla-Brita Neibig
Ulla-Brita Elisabeth Neibig född 7 juli 1948 i Bromma, är en svensk tidigare lokförare och Sveriges första kvinna i yrket.
Neibig började 1970 arbeta som spärrvakt för Storstockholms Lokaltrafik (SL). Efter några månader började hon utbildas till tunneltågförare (tunnelbanevagn littera C2), spårvagnsförare (spårvagn littera A24) och sedermera ställverksvakt. År 1972 påbörjade hon lokförarutbildning på Järnvägsaktiebolaget Roslagsbanan i Statens Järnvägars (SJ) regi, och blev efter utbildningen Sveriges första kvinnliga lokförare. Hon blev då också Sveriges yngsta lokförare. Inför utbildningen ansåg företagsledningen på Roslagsbanan (RB) att hon inte skulle utbilda sig till lokförare, bland annat med argumentet att det inte fanns "toaletter för kvinnor" på järnvägen.

## Biografi
Neibig utexaminerades den 9 juni 1972 som lokförare, och började köra på Roslagsbanan den 10 juni 1972. Hon blev därmed Sveriges första kvinnliga lokförare och samtidigt den yngsta.
Vakanser uppstod vid försäljningen och för tunneltågförare anordnades utbildning till lokförare, i Statens Järnvägars regi. Eftersom lokföraryrket ditintills uteslutande innehafts av män, rönte en ung kvinnlig lokförare stor uppmärksamhet i massmedia. År 1972 sköttes trafiken på Järnvägs AB Roslagsbanan med fordon av varierande ålder från tiden innan sekelskiftet (1900) fram till början på sextiotalet. Därför utbildades Neibig på olika typer av fordon: ellok, elmotorvagnar och dieselmotorvagnar. Hon har sammanställt fyra små häften om sin tid vid järnvägen.